# محمد راضي عطا
محمد راضي عطا هو كاتب وناشط فلسطيني. صدرت له نصوص نثرية بعنوان «يشبه الذاكرة»، كما شارك في مجموعة «رغبة اكتمال» الشعرية مع مجموعة من الشعراء الشباب.

## المسيرة المهنيّة
بدأ محمد راضي عطا مسيرتهُ المهنيّة في عالم الشعر عبر كتابٍ صدر تحتَ عنوان «يُشبه الذاكرة» وهو مجموعة نصوص نثريّة ألّفها الكاتب الفلسطيني في وقتٍ ما. شارك في وقتٍ لاحقٍ مع مجموعة من الشعراء الشباب العرب في تأليفِ مجموعة شعريّة – هي الثانيّة له في مسيرتهِ المهنيّة – تحت عنوان «رغبة اكتمال» وهي المجموعة التي لعبت دورًا في شهرة الشاعر الفلسطيني في العالم العربي بعدما كانت شهرتهُ تقتصرُ على فلسطين.
صدر كتاب رغبة اكتمال الذي شارك فيه محمد راضي عطا على طريقة برايل، ليكون بذلك هذا الكتاب هو الأول من نوعهِ الذي يحملُ نصوص أدبية وأثرية ويُصدر بطريقة برايل للأشخاص الذين لديهم إعاقات بصرية من أجل قراءته شأن غيرهم من العامة.
إلى جانبِ إسهاماتهِ الشعريّة، ينشطُ محمد راضي عطا على الإنترنت حيث يكتب من حينٍ لآخر مقالات متفرّقة وفي مجالات مختلفة في عددٍ من المدونات والمواقع.

## قائمة أعماله
هذه قائمةٌ بأبرز أعمال الشاعر الفلسطيني محمد راضي عطا:
- يُشبه الذاكرة[11]
- رغبة اكتمال[12]